# Katalin Karikó
Katalin Karikó (Szolnok, 17 de janeiro de 1955) é uma bioquímica húngara especializada em mecanismos mediados por RNA. Sua pesquisa tem sido o desenvolvimento de mRNA transcrito com vitro para terapias com proteínas. Ela é desde 2013 vice-presidente sênior da BioNTech RNA Pharmaceuticals. Em 2023, Karinkó foi premiada com o prêmio Nobel de Fisiologia ou Medicina com Drew Weissman.
Em 1985 Katalin Karikó se muda com o marido e a sua filha de dois anos para os Estados Unidos, onde daria prosseguimentos aos seus estudos sobre mRNA na Temple University, em Filadélfia. Quatro anos depois, Karikó sai da Universidade Temple após problemas com seu chefe e passar a fazer suas pesquisas na Universidade da Pensilvânia.
Em 1990, Karikó foi rebaixada do cargo que ocupava na Universidade. Nessa época passou por várias dificuldades, além dos problemas acadêmicos devido à falta de resultados nas suas pesquisas sobre mRNA, descobriu um câncer e seu marido teve problemas com o visto. Apesar disso prosseguiu num cargo inferior na Universidade as suas pesquisas. Em 1997 o pesquisador Drew Weissman chega à Universidade da Pensilvânia. Weissman tinha trabalhado na equipe do imunologista Anthony Fauci.No início dos anos 2000, enquanto tentavam solucionar os problemas de uma fotocopiadora na Universidade, se conheceram e passaram a realizar as pesquisas em conjunto. A parceria daria seu resultado mais promissor em 2005, quando eles publicaram um artigo em revista científica mostrando como a técnica desenvolvida por Karikó poderia ser aplicada sem causar reações imunológicas exageradas.
O trabalho de Karikó inclui a pesquisa científica da ativação imunológica mediada por RNA, resultando na co-descoberta das modificações nucleósidas que suprimem a imunogenicidade do RNA, o que é visto como permitindo o uso terapêutico do mRNA. Ela detém patentes concedidas nos Estados Unidos para aplicação de RNA não imunogênico, nucleósido modificado por nucleósidos. Ela co-fundou e foi CEO do RNARx de 2006-2013. Karikó é a mãe de Susan Francia, duas vezes medalhista olímpica de ouro.

## Publicações selecionadas
- Bart R. Anderson; Hiromi Muramatsu; Subba R Nallagatla; Philip C. Bevilacqua; Lauren H. Sansing; Drew Weissman; Katalin Karikó (10 de maio de 2010), «Incorporation of pseudouridine into mRNA enhances translation by diminishing PKR activation», Nucleic Acids Research, ISSN 0305-1048 (em inglês), 38 (17): 5884-5892, PMC 2943593, PMID 20457754, doi:10.1093/NAR/GKQ347, Wikidata Q34146278
- Katalin Karikó; Hiromi Muramatsu; Frank A Welsh; János Ludwig; Hiroki Kato; Shizuo Akira; Drew Weissman (16 de setembro de 2008), «Incorporation of pseudouridine into mRNA yields superior nonimmunogenic vector with increased translational capacity and biological stability», Molecular Therapy, ISSN 1525-0016 (em inglês), 16 (11): 1833-1840, PMC 2775451, PMID 18797453, doi:10.1038/MT.2008.200, Wikidata Q37416925
- Katalin Karikó; Michael Buckstein; Houping Ni; Drew Weissman (agosto de 2005), «Suppression of RNA recognition by Toll-like receptors: the impact of nucleoside modification and the evolutionary origin of RNA», Immunity, ISSN 1074-7613 (em inglês), 23 (2): 165-75, PMID 16111635, doi:10.1016/J.IMMUNI.2005.06.008, Wikidata Q24316383
- Katalin Karikó; Drew Weissman; Frank A Welsh (1 de novembro de 2004), «Inhibition of toll-like receptor and cytokine signaling--a unifying theme in ischemic tolerance», Journal of Cerebral Blood Flow & Metabolism, ISSN 0271-678X (em inglês), 24 (11): 1288-1304, PMID 15545925, doi:10.1097/01.WCB.0000145666.68576.71, Wikidata Q35951508
- Katalin Karikó; Houping Ni; John Capodici; Marc Lamphier; Drew Weissman (16 de janeiro de 2004), «mRNA is an endogenous ligand for Toll-like receptor 3.», Journal of Biological Chemistry, ISSN 0021-9258 (em inglês), 279 (13): 12542-12550, PMID 14729660, doi:10.1074/JBC.M310175200, Wikidata Q34290592